# Новиков, Юдим Залманович
Ю́дим За́лманович Но́виков (29 февраля 1908 года, г. Сураж, Черниговская губерния — 22 марта 1986 года, Москва) — советский военный деятель, генерал-майор (1959 год).

## Военная служба

### Довоенное время
В октябре 1930 года был призван в ряды РККА и направлен красноармейцем в 1-й отдельный Белорусский полк НКВД, дислоцированный в Минске, с января 1931 года был курсантом-одногодичником полковой школы, а в марте того же года был направлен на учёбу в Военное пограничное училище НКВД, дислоцированное в городе Новый Петергоф, после окончания которого в феврале 1932 года служил в этом же училище на должностях курсового командира, инструктора партбюро, командира-руководителя дивизиона переподготовки комначсостава, младшего помощника начальника и начальника учебного отдела училища.
В мае 1938 года был назначен на должность старшего помощника начальника учебного отдела Орджоникидзевского военного училища НКВД, а в мае 1939 года направлен на учёбу в Военную академию имени М. В. Фрунзе.

### Великая Отечественная война
С началом войны продолжил обучение в академии.
В июле 1941 года был назначен на должность начальника 1-го отделения — заместителя начальника штаба 108-й стрелковой дивизии, после чего принимал участие в боевых действиях в ходе Смоленского сражения.
В сентябре был назначен на должность начальника штаба 334-й стрелковой дивизии, которая в ходе битвы за Москву принимала участие в боевых действиях на витебском направлении. В декабре прорвала оборону противника в районе города Осташков, и пройдя с наступательными боевыми действиями более 250 километров, после чего перешла к обороне в районе города Велиж.
В июле 1943 года был направлен на учёбу на курсы усовершенствования высшего начальствующего состава при Высшей военной академии имени К. Е. Ворошилова, после окончания которых с 5 октября исполнял должность командира 100-го стрелкового корпуса, а с 16 ноября был назначен на должность начальника штаба этого же корпуса, который вскоре принимал участие в ходе наступательных боевых действий на идрицком направлении. С 14 по 17 февраля 1944 года Новиков вновь исполнял должность командира этого же корпуса, затем вернулся на должность начальника штаба корпуса, который принимал участие в боевых действиях в ходе Режицко-Двинской и Рижской наступательной операций, а также в блокаде группировки войск противника на Курляндском полуострове.

### Послевоенная карьера
После окончания войны находился на прежней должности.
В ноябре 1945 года был назначен на должность начальника штаба 24-го гвардейского стрелкового корпуса, который дислоцировался в Болграде, а в мае 1947 года был передислоцирован в Тирасполь.
В мае 1949 года был направлен на учёбу на высшие академические курсы при Высшей военной академии имени К. Е. Ворошилова, а в декабре того же года переведён на основной факультет этой же академии, после окончания которого в январе 1951 года был прикомандирован к Военной академии имени М. В. Фрунзе, после чего был назначен на должность преподавателя, затем — на должность старшего преподавателя кафедры высших соединений, в ноябре 1955 года — на должность старшего преподавателя кафедры оперативно-тактической подготовки, а в мае 1959 года — на должность начальника кафедры тыла, которая в марте 1963 года была преобразована в кафедру войскового и армейского тыла.
В феврале 1969 года вышел в запас по болезни. Умер 22 марта 1986 года, похоронен на Ваганьковском кладбище.
```
в 
Москве
.
```

## Награды
- Орден Ленина
- Два ордена Красного Знамени
- Орден Богдана Хмельницкого 2 степени
- Два ордена Отечественной войны 1 степени
- Два ордена Красной Звезды
- Медали СССР